# Premio Roma per le Nuove Varietà di Rose
Il Premio Roma per le Nuove Varietà di Rose è un premio internazionale di giardinaggio nato nel 1933 che si tiene a Roma nella stagione primaverile nel mese di maggio. È il secondo più antico concorso di rose al mondo, il primo infatti è quello di Bagatelle, vicino a Parigi, istituito nel 1907.

## Storia
Fu promosso e istituito dalla contessa Mary Gayley Senni che fu la curatrice delle varie edizioni e fece parte della giuria fino al 1954 in rappresentanza dell'American Rose Society.
Inizialmente la manifestazione si teneva sul Colle Oppio ma nel 1940 fu interrotta per gli eventi bellici. Dopo l'interruzione dovuta alla guerra, riprese nel 1951 sul Colle Aventino nell'attuale sede del Roseto comunale di Roma.

## Disciplina
Il concorso è riservato alle più belle varietà di rose, apre la stagione internazionale delle manifestazioni europee come quelle di Barcellona in maggio, Parigi (Concours international de roses nouvelles de Bagatelle) e Ginevra in giugno, Vienna, Dublino, l'Aja (Westbroekpark) e Hague in luglio e Glasgow (Tollcross Park) in agosto; si tratta di un avvenimento di grande importanza nel campo della coltivazione di questo fiore. La manifestazione è promossa e organizzata dall'Assessorato all'Ambiente del Comune di Roma.
Due anni prima della manifestazione le diverse varietà a concorso arrivano da ogni parte del mondo al Roseto Comunale Romano dove vengono curate dai tecnici del Roseto e controllate da una speciale Giuria Permanente che valuterà vari aspetti come il portamento della pianta, al resistenza alle malattie, la rifiorenza, ecc. definendo un punteggio tecnico per ciascuna varietà.
Un punteggio estetico viene dato il giorno del concorso da una giuria internazionale, dichiarando vincitrice una rosa per ogni categoria in gara.
A livello internazionale il premio è riconosciuto come "International Trials for New Varieties".

## Categorie delle varietà in gara
- Floribunde
- Mini
- Coprisuolo
- Sarmentose
- Ibridi di Tea (H.T.)
- Arbustive da Parco

## Premi speciali
- Premio Fragranza
- Rosa dei Bambini
- Rosa degli Angeli senza Ali
- Rosa Moderna Color Rosa più Bella
- Rosa dei Pittori